# Mas Fogueres (Mataró)
Mas Fogueres és una masia de Mataró (Maresme) protegida com a bé cultural d'interès local.

## Descripció
Masia situada a una illa de cases, al mig d'un conjunt d'edificacions que devien ser de la seva propietat. La masia, de tipus basilical, és del segle xvii i corresponia a la família Fogueres del Torrent i dels Massot, successors seus. S'accedeix al conjunt per una porta amb una llinda on consta la data de 1615 i el nom de la casa. Dins el recinte, la casa té un portal dovellat i segons els autors del Catàleg de Patrimoni Artístic de l'ajuntament de Mataró, el conjunt es troba força degradat, però es pot restaurar i queden protegides la façana, els volums i la disposició interior.